# 산철쭉

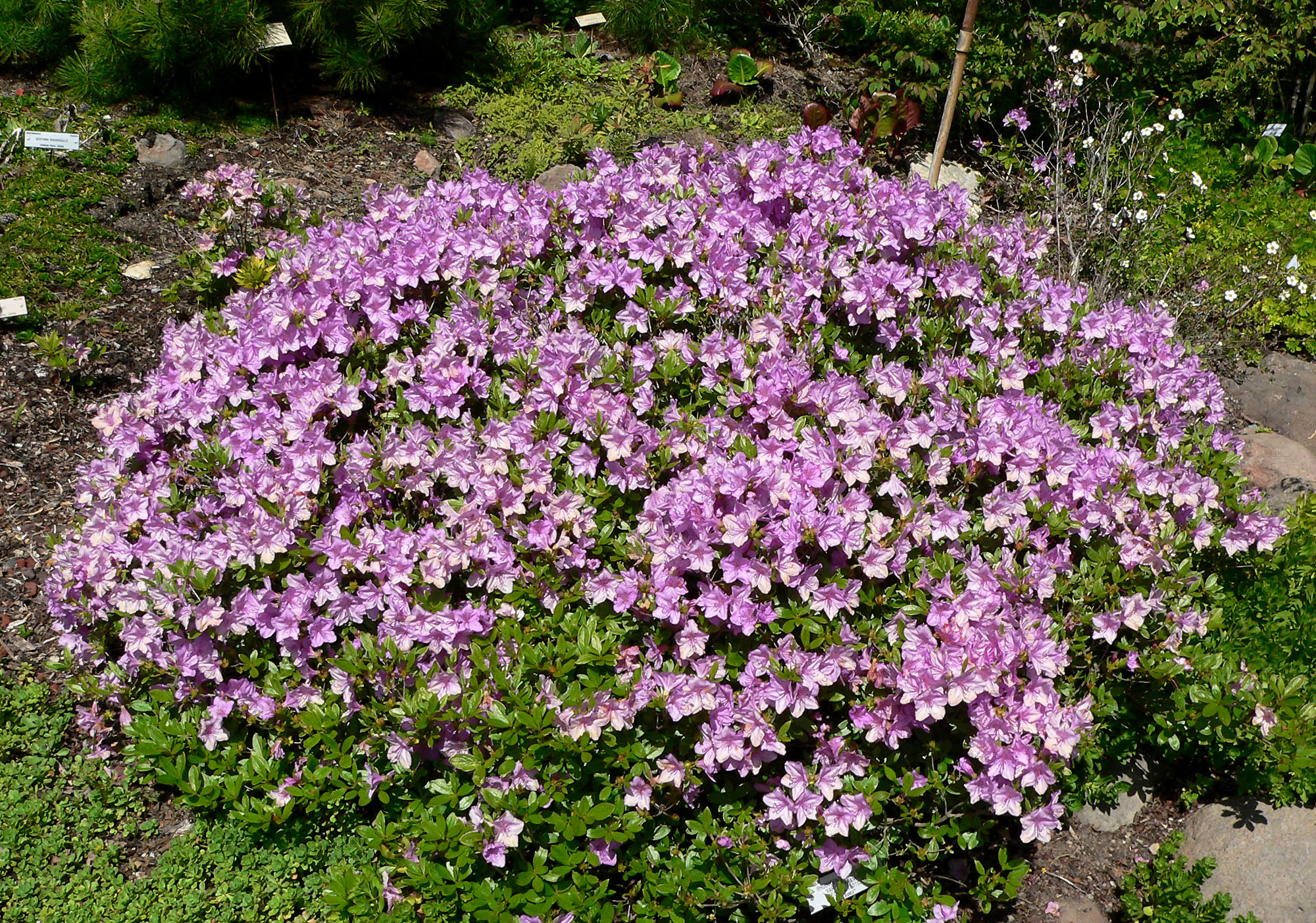

산철쭉은 함경도를 제외한 각처의 산지에 나는 낙엽관목으로 높이는 1~2m이다. 햇가지와 꽃자루에 점성이 있다. 잎은 어긋나며, 길이 3~8cm, 난형, 피침형, 가장자리는 밋밋하고, 표면은 짙은 녹색, 뒷면은 황록색, 양 면에 갈색의 강모가 있다. 꽃은 가지 끝에 잎이 핀 후에 2~3송이씩 붙고, 지름 7-8cm, 연한 홍자색이다. 빨간색도 있다. 꽃의 가장자리에 검은 점이 있다. 화관의 위쪽 내부에는 짙은 자주색 반점이 있고, 수술은 10개, 털이 없거나 또는 약간 있으며, 꽃밥은 자주색, 암술대는 밑에 털이 있다. 꽃말은 사랑의 기쁨.

## 같이 보기
- 철쭉